# Francesco Cancellotti
Francesco Cancellotti (* 27. Februar 1963 in Perugia) ist ein ehemaliger italienischer Tennisspieler.

## Karriere
Francesco Cancellotti stand in seiner Karriere insgesamt siebenmal im Finale eines ATP-Turniers und konnte davon zwei für sich entscheiden. Im Jahr 1984 siegte er im Finale des ATP-Turniers von Palermo gegen Miloslav Mečíř in zwei Sätzen mit 6:0 und 6:3 und im selben Jahr in Florenz gegen Jimmy Brown mit 6:3 und 6:3. Seine höchste Platzierung in der Einzelrangliste erreichte er am 15. April 1985 mit Rang 21. Im Doppel stand er am 10. Oktober 1988 auf Rang 160 der Tennis-Weltrangliste.
Von 1983 bis 1988 spielte er zudem für die Italienische Davis-Cup-Mannschaft, für die er im Einzel elf Partien bestritt und davon fünf gewinnen konnte. Mit seinen zwei Siegen gegen Israel 1988 war er maßgebend daran beteiligt, dass Italien in das Viertelfinale vorstieß.